# Бланты (Островский район)
Бланты — деревня в Горайской волости Островского района Псковской области.
Расположена в 14 км к югу от города Остров и в 15 км к северо-западу от волостного центра, деревни Крюки.
Численность населения деревни по состоянию на 2000 год составляла 15 человек.
До 3 июня 2010 года деревня входила в состав ныне упразднённой Синерецкой волости с центром в д.Гривы.